# Бельцы
Бе́льцы (также Бэлць; рум. Bălți) — город и муниципалитет, второй по величине город в Республике Молдова после Кишинёва. Располагается на северо-западе страны.

## Этимология
С румынского языка слово «Bălți» (ед. ч. — baltă) буквально переводится как «болота» (другое значение — «лужи»). Считается, что город получил такое название, потому что расположен в болотистой местности.

## Герб и флаг
Современные герб и флаг Бельц были утверждены на заседании Совета муниципия в апреле 2006 года. Проекты герба и флага разработал член Государственной комиссии по геральдике Сильвиу Табак (художник Сержиус Чокану).

### Герб
Основной элемент герба — щит, на который нанесены двенадцать чередующихся горизонтальных полос серебряного и синего цвета. Серебряный цвет символизирует воду, синий — землю. Сочетание этих цветов символизирует румынское название города, буквально означающее «болота» (то есть вода и земля).
На щите изображён лучник в молдавских доспехах времён Стефана Великого. Этот элемент был заимствован из герба Бельц 1930 года, в котором он символизировал, как было указано в официальных материалах, «древнюю воинскую стражу и бои в данном регионе Молдовы». Одежда лучника красного цвета, воинское снаряжение — золотого.
Над щитом — серебряная корона в виде крепостной стены с семью башнями (т. н. башенная, или стенная, корона). Этот элемент указывает на то, что Бельцы издавна имеет статус города. Количество башен символизирует значимость населённого пункта. В Молдове, кроме Бельц, право использовать в гербе семиглавую корону имеют ещё только два города: Кишинёв и Тирасполь. В эмблемах других городов может быть только три или пять башен.
Щит поддерживают две серебряные лошади, поднявшиеся на дыбы. Лошадь — старинный символ этого региона. Первым гербом Бельц 1826 года был щит с изображением головы этого животного. Под щитом находится девизная лента с надписью на латинском языке: CEDANT ARMA TOGAE (Пусть оружие уступит место тоге).

### Флаг
Флаг представляет собой полотно из двух горизонтальных полос: серебряного (верхняя) и синего (нижняя) цвета. В центре полотна расположен основной элемент герба — щит с изображением лучника.
29 марта 2012 года Муниципальный Совет проголосовал за то, чтобы использовать в городе «исторический флаг государства Молдавского» наряду с государственным и флагом муниципия.

## Географическое положение и природа
Бельцы расположены на севере Молдовы, в 105 км к северо-западу от Кишинёва, на холмистой равнине (Бельцкая степь), в месте впадения в Реут реки Реуцел.
Реут пересекает город с северо-востока на юго-запад, Реуцел — с юго-востока на северо-запад. Общая длина этих рек на территории Бельц составляет 17 км. Через город протекают также речки Копачанка и Флэмындэ — притоки Реута. Все реки относятся к бассейну Днестра. На территории Бельц есть несколько искусственных озёр: Городское, Комсомольское, Кирпичное.
Площадь города — 43 км², с пригородами — 78,01 км². Бельцы находится в 7-балльной зоне сейсмичности. Почвенную структуру составляют обыкновенный чернозём и глинистая супесь.

### Климат
Климат умеренно континентальный. Зима мягкая, короткая, лето жаркое, продолжительное. Средняя температура января −4,0 °C, июля +20,5 °C. Абсолютный максимум температуры составляет +40 °C, абсолютный минимум −32 °C. Преобладающие ветра — северо-восточные и северо-западные 2-5 м/сек. Годовая норма осадков 450—500 мм, основная доля осадков приходится на тёплое время года.
| Показатель                    | Янв. | Фев. | Март | Апр. | Май  | Июнь | Июль | Авг. | Сен. | Окт. | Нояб. | Дек. | Год  |
| ----------------------------- | ---- | ---- | ---- | ---- | ---- | ---- | ---- | ---- | ---- | ---- | ----- | ---- | ---- |
| Средний суточный максимум, °C | −0,6 | 1,1  | 6,8  | 15,5 | 21,6 | 24,5 | 25,8 | 25,6 | 21,6 | 14,9 | 7,2   | 2,0  | 13,8 |
| Средняя температура, °C       | −3,9 | −2,2 | 2,7  | 10,1 | 15,8 | 19,0 | 20,2 | 19,7 | 15,8 | 9,9  | 3,8   | −0,9 | 9,2  |
| Средний суточный минимум, °C  | −7,2 | −5,4 | −1,4 | 4,8  | 10,1 | 13,5 | 14,7 | 13,9 | 10,1 | 4,9  | 0,5   | −3,7 | 4,6  |
| Норма осадков, мм             | 32   | 33   | 30   | 48   | 64   | 93   | 84   | 56   | 48   | 29   | 35    | 35   | 587  |
| Источник: ru.climate-data.org |      |      |      |      |      |      |      |      |      |      |       |      |      |

### Флора
Площадь зеленых зон (скверы, зеленые проспекты) составляет 262,5 га, лесов и парков — 498,5 га, всего 761 га или 9,7 %. Малое распространение лесов вызвано использованием участков в строительном фонде. Площадь лесов сокращается ежегодно из-за незаконной вырубки. Основными элементами городской системы общественных зеленых зон являются городские парки: Центральный парк, Парк Победы, Мариинский парк, проспект Независимости. В ту же систему включаются зеленые территории жилых образований и групп.

## История
Бельцы является экономическим и культурным центром северного региона, поэтому город носит неофициальное звание «северной столицы».
Первое документальное упоминание о существовании поселения на месте современных Бельц датируется 1421 г. Этот год принято считать годом основания города. В то время поселение входило в состав владений Римгайлы, жены молдавского господаря Александра Доброго.
Однако профессор Т. Т. Маршалковский считает, что первое действительно документальное упоминание относится к октябрю 1620 года в описании так называемого Цуцорского похода польской армии против турок
В 1711 году во время Прутского похода Петра I поселение вновь было сожжено (по одной версии — татарами, стремившимися уничтожить базу снабжения русских войск, по другой — русскими войсками во время отступления).
В 1766 году молдавский господарь Григорий III Гика подарил земли по реке Реут Ясскому монастырю святого Спиридона и крупным купцам — братьям Александру, Константину и Иордакию Панаите. В имении Панаите началось строительство села Бельцы, которое в конце XVIII — начале XIX веков стало небольшим торговым местечком.
В 1779 году по приглашению турецкого паши в Бельцах поселились еврейские купцы. Три года спустя права и обязанности еврейской общины утверждены властями.
В 1812 году Бессарабия перешла под российскую юрисдикцию, а в 1818 Бельцы были назначены уездным городом Ясского уезда Бессарабской области, вошедшей в Черту оседлости, которым оставались вплоть до 1917 года (с 1887 — Белецкого уезда). В этом же году Бельцы посетил император Александр I. Считается, что во время своего пребывания в Бельцах император получил известие о рождении племянника (будущего императора Александра II) и в честь этого события повелел присвоить Бельцам статус города.
В 1856 году Бельцы удостоила посещением императрица Мария Александровна.
В 1887 году Ясский уезд был переименован в Белецкий (то есть Бельцкий). В это время в Бельцах проживало ок. 10 тыс. человек, в основном евреи — 70 %, в городе насчитывалось 72 синагоги.
Расположенный на перекрёстке больших дорог (он связывал Черновцы, Хотин, Сороки с Кишинёвом, Бендерами, Аккерманом, Измаилом), город постепенно становился значительным торговым центром Бессарабии. Главным предметом торговли был скот.
Значение Бельц ещё более возросло, когда в 1894 году была построена железная дорога Бельцы-Унгены-Кишинёв и Рыбница-Бельцы-Окница. К началу XX века Бельцы превратились в промышленный город с широко развитой торговлей, множеством заводов и фабрик.
В 1897 году в городе проживали 18 478 человек, из них по национальности (родному языку): евреи — 10 323, молдаване — 3 157, русские — 3 627, украинцы — 581, поляки — 533.
27 сентября 1912 года в Бельцах началось издание местной газеты.
Экономическое развитие Бельц продолжалось и после присоединения Бессарабии к Румынии в 1918 году.
Евреи составляли большинство населения города. Согласно румынской переписи населения 1930 года, из 35 000 жителей около 20 000 составляли евреи, 10 000 молдавский народ, и 5000 украинцы и русские.
Бельцы дважды посещал король Румынии Кароль II: в 1924 (ещё будучи наследным принцем) и в 1935 (вместе с сыном — будущим королём Михаем I).
11 ноября 1940 года указом Президиума Верховного Совета Молдавской ССР город Бельцы отнесён к городам республиканского подчинения. Тогда же, помимо функций уездного центра, Бельцы стали центром Бельцкого района.
Как и большинство молдавских городов, Бельцы сильно пострадали во время Второй мировой войны. Большая часть оставшегося в городе еврейского населения была уничтожена.
В советское время Бельцы стали крупным промышленным центром со статусом города республиканского подчинения.
25 декабря 1962 года Бельцкий район был ликвидирован, а сам город Бельцы выделен в отдельную административную единицу.
В 1991 году была провозглашена независимость Молдовы, город утратил статус «города республиканского подчинения». В условиях экономического кризиса, вызванного распадом СССР, большинство предприятий города оказалось на грани выживания. Безработица и резкое снижение уровня жизни привели к тому, что значительная часть жителей покинула город. С 1989 по 2004 население Бельц сократилось на 20 %. Большинство евреев репатриировалось в Израиль и эмигрировало в другие страны.
В 1994 году городу Бельцы был присвоен статус муниципия.
В 1998 году в результате административно-территориальной реформы был образован Бельцкий уезд (жудец) с центром в городе Бельцы. Однако, после обратной реформы 2003 г. (упразднения уездов и возвращения к делению на районы), Бельцы вновь обрёл статус отдельной административной единицы, не входящей ни в один из районов.

## Административное устройство
Муниципий Бельцы является самостоятельной административно-территориальной единицей второго уровня. В соответствии с Законом Республики Молдова «Об административно-территориальном устройстве Республики Молдова» в состав муниципия Бельцы входят сёла Садовое и Елизавета. Первый Генеральный градостроительный план Бельц был принят в 1845 году, последний и действующий в силе — Генеральный градостроительный план Бельц 2005 года.

### Местные органы власти
Местными органами власти являются Совет муниципия Бельцы, Примар муниципия Бельцы и его заместители.

#### Муниципальный совет
Муниципальный совет состоит из 35 советников, которые избираются в соответствии с Кодексом о выборах. По результатам выборов 2015 года расположение мест в Муниципальном Совете следующие:
| Партия                                  | Кол-во советников | Процент от общего числа советников % |
| --------------------------------------- | ----------------- | ------------------------------------ |
| «Наша партия»                           | 26                | 74,3 %                               |
| «Партия коммунистов Республики Молдова» | 3                 | 8,6 %                                |
| «Партия социалистов Республики Молдова» | 2                 | 5,7 %                                |
| «Демократическая партия Молдовы»        | 2                 | 5,7 %                                |

Мэр муниципалитета также избирается на 4-летний срок.

## Главы

### Примары
- Димитрие Добриш: 1918
- Думитру Врабие: 1918 — ?
- Штефан Пироган: 1922—1924
- Штефан Садович: 1924—1925
- Траян Бончу: 1925—1926
- Штефан Пироган: 1927
- Якоб Кочорва: 1927—1929
- Штефан Пироган: 1931—1932
- Михай Кучер: 1932
- Константин Круповяцкин: 1932
- Якоб Кочорва: 1933—1934
- Петру Врабие: 1934—1937
- Михай Кучер: 1937—1938
- Константин Сатмарь: 1938—1939
- Якоб Кочорва: 1939—1940
- Теодор Арделяну: 1941—1943
- полковник М. Ангелеску: 1943—1944

### Председатели Исполнительного комитета
- Григорий Бородин: 1945—1950
- Василий Герасименко: 1950—1953
- Пётр Полоз: 1953—1958
- Сергей Сидоренко: 1958—1960;
- Иван Кускевич: 1961—1964
- Пётр Петрушин: 1965—1970
- Пётр Якубовский: 1970—1973;
- Анатолий Гухарак: 1973—1976
- Василий Иовв: 1976—1980
- Георгий Гусак: 1980—1985
- Владимир Моложен: 1985—1987
- Виктор Морев: 1987—1990

### Примары
- Владимир Тончук: 1990—1995
- Виктор Морев: 1995—2001
- Василий Панчук: 2001—2011
- Октавиан Маху (и.о): 2011
- Василий Панчук: 2011—2015
- Ренато Усатый: 2015—2018
- Николай Григоришин: 2018—2019
- Ренато Усатый: 2019—2021[28]
- Николай Григоришин: с 2021–2023
- Александр Петков: с 2023

## Демография
По данным сотрудников Управления, на 2017 год численность постоянного населения Бельц составляет 151 249 человек.
Число рождений выросло по сравнению с первым полугодием 2016 года на 5,4 %. За первые шесть месяцев 2017 года в Бельцах родилось 1350 человек. За тот же период прошлого года эта цифра составила 1281 человек.
В то же время увеличилось число умерших на 2,2 %. Если в январе-июне 2016 года в Бельцах умерло 673 человека, из которых 6 — дети до года, то за первое полугодие 2017 года — на 15 человек больше. Из них 9 — это дети до года.
По данным Государственного регистра населения, в течение первых шести месяцев 2017 года в Бельцы прибыли из других мест 576 человек, а выбыли 296. миграционный прирост составил 280 человек.

### Перепись 2014 года
По данным переписи населения Молдовы 2014 года учтенное население муниципия составило 102 457 человек. Из них:
| Национальность | Численность | %      |
| -------------- | ----------- | ------ |
| молдаване      | 57 176      | 55,8 % |
| украинцы       | 17 454      | 17 %   |
| русские        | 15 150      | 14,8 % |
| румыны         | 2 727       | 2,7 %  |
| болгары        | 188         | 0,2 %  |
| гагаузы        | 130         | 0,1 %  |
| рома (цыгане)  | 154         | 0,1 %  |
| другие         | 1 448       | 1,4 %  |
| не заявлена    | 8 030       | 7,8 %  |

| Язык, на котором обычно разговаривают | Язык, на котором обычно разговаривают | Язык, на котором обычно разговаривают |
| ------------------------------------- | ------------------------------------- | ------------------------------------- |
| русский                               | 47 578                                | 46,4 %                                |
| молдавский                            | 29 279                                | 28,6 %                                |
| румынский                             | 15 524                                | 15,2 %                                |
| украинский                            | 1 058                                 | 1 %                                   |
| другой                                | 292                                   | 0,3 %                                 |
| не указан                             | 8 722                                 | 8,5 %                                 |

### Перепись 2004 года
Численность населения муниципия Бельцы, учтённого при переписи 5—12 октября 2004 года, составила 127 561 чел. (3,8 % населения Молдовы без учёта восточных районов и муниципия Бендеры). Городское население — 122 669, сельское — 4892. Мужчин — 58 418, женщин — 69 143.
| Национальность | Численность | %      |
| -------------- | ----------- | ------ |
| молдаване      | 60 877      | 50,4 % |
| украинцы       | 32 288      | 25,7 % |
| русские        | 27 526      | 22,2 % |
| румыны         | 2258        | 1,8 %  |
| болгары        | 297         | 0,2 %  |
| гагаузы        | 243         | 0,2 %  |
| другие         | 2889        | 2,3 %  |
| не заявлена    | 183         | 0,1 %  |

| Родной язык | Родной язык | Родной язык |
| ----------- | ----------- | ----------- |
| русский     | 52 035      | 40,79 %     |
| молдавский  | 48 522      | 38,04 %     |
| румынский   | 13 258      | 10,39 %     |
| украинский  | 12 317      | 9,66 %      |
| гагаузский  | 111         | 0,09 %      |
| болгарский  | 102         | 0,08 %      |
| другой      | 1013        | 0,79 %      |
| не указан   | 203         | 0,16 %      |

| Язык, на котором обычно разговаривают | Язык, на котором обычно разговаривают | Язык, на котором обычно разговаривают |
| ------------------------------------- | ------------------------------------- | ------------------------------------- |
| русский                               | 68 759                                | 53,90 %                               |
| молдавский                            | 41 806                                | 32,77 %                               |
| румынский                             | 12 610                                | 9,89 %                                |
| украинский                            | 3866                                  | 3,03 %                                |
| гагаузский                            | 21                                    | 0,02 %                                |
| болгарский                            | 13                                    | 0,01 %                                |
| другой                                | 283                                   | 0,22 %                                |
| не указан                             | 203                                   | 0,16 %                                |

Религиозный состав: православные — 110 961, старообрядцы — 4227 (см. Бельцкая старообрядческая община), баптисты — 2609, католики — 990, адвентисты седьмого дня — 576, пятидесятники — 487, пресвитерианцы — 296, евангельские христиане — 166, мусульмане — 106, евангелисты — 77, реформаты — 44, приверженцы других религий — 161, атеисты — 544 человека, Свидетели Иеговы — 1048, не исповедующие никакой религии — 3304, отказались указать свою религию — 2983.

### Численность населения в XIX—XXI веках
Изменение численности населения согласно переписям населения в XIX—XXI вв.:

### Население в 2009—2017 годах
Согласно национальным данным статистики
Постоянное население (тыс. чел.)
|           | 2009  | 2010  | 2011  | 2012  | 2013  | 2014  | 2015  | 2016  | 2017  |
| Муниципий | 148,1 | 148,2 | 148,9 | 149,2 | 149,7 | 149,8 | 150,2 | 150,7 | 151,2 |
| Город     | 143,2 | 143,3 | 144   | 144,3 | 144,8 | 144,9 | 145,3 | 145,8 | 146,3 |
| Пригороды | 4,9   | 4,9   |       |       |       |       |       |       |       |

## Экономика

### Промышленность
Бельцы — крупный промышленный центр. На территории города располагается крупная промзона состоящая из 4 больших участков.
В Бельцах располагается самая крупная свободная экономическая зона в Молдове.
В городе 40 крупных предприятий: пищевой и лёгкой промышленности, электротехнического и сельскохозяйственного машиностроения, по производству стройматериалов и др

### Торговля и коммерция
Общий годовой оборот в экономике составил 16 млрд лей (1 млрд $) на 2017 год.
В городе работают нескольких крупных сетей супермаркетов— такие как
местные национальные сети Linella, Bonus, Local, Fourschette, Green Hills и другие мелкие магазины . Также в городе имеются гипермаркеты торговых сетей Metro C&C, Kaufland, Slavena, Terminal.
В городе находится самое большой (60 метров) ТРК "NORTH".
Также существует несколько крупных торговых центров, такие как Elite 1, Elite 2, Unic, Plaza, BUM, Magnit.
В процессе строительства самый крупный по площади Mall Balti.
В 2022 году в муниципии функционировало свыше 600 коммерческих агентов, около 100 специализированных магазинов, коммерческую деятельность осуществляли сотни предприятий.

### Заработная плата
В октябре ― декабре 2024 года средняя заработная плата (без вычета налогов) в городе составила 13 441,2 лея, что на 8,3% выше, чем в тот же период 2023 года.

### Бельцкая свободная экономическая зона
На основании принятого Парламентом РМ Закона № 26 от 4 марта 2010 года в Бельцах была создана Свободная экономическая зона Bălţi. СЭЗ включает пять участков на территории города, самый крупный 124 га и более десяти по стране. Они имеют доступ к железной дороге и автотрассам международного значения. Намеченный срок действия СЭЗ Bălţi — 25 лет.

### Городское хозяйство
Жилой фонд Бельц насчитывает 12 800 домов и 65 общежитий.
Самые высокие жилые дома — 19-ти и 18-ти этажные.
В Бельцах насчитывается 431 улица и 11 автомобильных мостов. Общая протяжённость всех улиц, проездов и набережных — 260 км, общей площадью 2967,3 тыс. м2. Общая протяжённость тротуаров — 218,4 км, сетей ливневой канализации — 31,2 км. Срок эксплуатации муниципальных автомобильных дорог составляет от 10 лет и более, что сказывается на состоянии их покрытия. Постепенно приводится в порядок качество покрытий дорог.
Водоснабжение Бельц осуществляется оператором APA-Canal Balti, из реки Днестр посредством Сорокского водовода. В городе также имеется 89 скважин, большая часть из них законсервирована. Кроме того, на территории муниципия имеется 36 резервуаров чистой воды, 14 насосных станций, 667 шахтных колодцев. Износ водопроводных сетей города превышает 70 %.
Уборку муниципальных территорий производят несколько предприятий: ДРСУ, ЖКХ-Бэлць и БиО. Вывоз, складирование и переработку мусора (ТБО) осуществляет предприятие МП ДРСУ Бэлць
Оператором поставщиком централизованного отопления является предприятие Cet-Nord.

## Транспорт

### Общественный транспорт
Пассажирские перевозки в Бельцах выполняются троллейбусным и автобусными управлениями, частными автобусами, маршрутными и легковыми такси. Общий объём перевозок за год — 35,4 млн пассажиров (2004). Тарифы на общественный транспорт регулируются муниципальным советом.

#### Автобусы
Внутри муниципия в общем действует 9 автобусных и микроавтобусных маршрутов обслуживаемые частными компаниями. Средняя протяженность одного маршрута около 10 км.

#### Троллейбусы
В муниципии действует троллейбусная сеть с 9 троллейбусными маршрутами. Большинство из них проходят через центр города и связывают все вокзалы города.

#### Такси
В Бельцах существует четыре компании, предоставляющие услуги такси.

### Автомагистрали
Бельцы находятся на пересечении важных путей сообщения и является сегодня важным транспортным трансмодальным узлом, а именно — на пересечении европейской магистральной автодороги Е583 (дороги класса B).
Автобусное сообщение является эффективным способом передвижения между городами в Молдове, также как маршрутные такси (общественных или частных служб). Бельцы связаны с Кишинёвом 127 км построенной ещё в советское время автомагистрали (часть дороги находится в хорошем состоянии). За 2 часа от Бельц автомобильным транспортом можно добраться до Украины в северном или восточном направлении и за 1 час до Румынии в юго-западном направлении через таможенно-пропускной пункт Скулень (Яссы)—Скуляны или в западном направлении через Стынку—Костешты, который позволяет добраться до важного румынского города Яссы (104 км от Бельц).
Автобусная станция Бельц является одной из самых больших в Молдове и обеспечивает автобусное сообщение с буквально любым населённым пунктом Молдовы, а также европейское (Eurolines) и международное автобусное сообщение.

### Железнодорожные вокзалы
Бельцы — важнейший транспортный узел севера Молдовы, в состав которого входят две железнодорожные станции: «Бельцы-Слободзея» и «Бельцы-Город» железных дорог Молдовы. Обе станции обслуживают пассажирские и грузовые поезда местного и международного сообщения. Пригородные поезда регулярного сообщения включают такие направления, как Окница (север), Резина (восток), Унгены (юго-запад), а также Кишинёв. Поездка в поезде до Кишинёва занимает 6 часов (200 км от Бельц железнодорожным сообщением).
Железнодорожные линии однопутные, неэлектрифицированные.

### Аэропорты
В Молдове существовало два независимых лётных отряда: Кишиневский летный отряд номер 253 и Бельцкий лётный отряд номер 281. Бельцкий ЛО номер 281 при Бельцком Объединённом Авиационном Отряде подчинялся Молдавскому управлению Гражданской авиации и впоследствии был трансформирован в Бельцкое авиационное предприятие и далее в Moldaeroservice.
В городе находится один функционирующий аэропорт, второй гражданский аэропорт Молдовы, который является международным — Международный аэропорт Бельцы-Лядовены, в нескольких км к северу (на территории села Корлатены, с 1966 по 1991 объединённого с селом Сингурены и называемого Лядовены), современный по советским стандартам, построенный в 1980-х годах, где могут производить посадку большие реактивные авиалайнеры (одна взлётно-посадочная полоса длиной 2200 метров). На данный момент нет информации о регулярных рейсах.
Бельцкий военный аэродром в Сингуренах был самой важной воздушной военной авиабазой в Молдове и в регионе во время Второй мировой войны с пятью аэродромами подскока (2 в МССР и 3 в УССР).
В советский период (аэровокзал построен в 1954 году) существовал аэропорт для небольших самолётов — аэропорт Бельцы-Город, находился на восточной границе города. После аэропорта Кишинёва, аэропорт Бельц («Бельцы-Город») был вторым самым занятым аэропортом МССР до введения в эксплуатацию Международного аэропорта Бельцы-Лядовены.

## Культура
Фестивали:
- Международный фестиваль молодых исполнителей «Хрустальный аист».
- Этнокультурный фестиваль «Единство через многообразие»

Учреждения культуры:
- Национальный театр им. Василе Александри
- Региональный музей истории и этнографии
- Картинная галерея им. Антиоха Кантемира
- Муниципальная библиотека
- Муниципальный дворец культуры
- Центр культуры и молодёжи[43] (бывший ДК завода «РЭУТ»)
- Дворец культуры «Флакэра» (8-й квартал)
- Дворец культуры «Молодово»
- Кинотеатр «Patria-Balti» (закрыт)

## Пешеходная зона
В центре города пролегает пешеходная зона, являющаяся частью улицы Индепенденцей. Она является самой большой пешеходной улицей в Молдове.
На территории пешеходной зоны также находится 2 площади, площадь Василе Александри, и площадь независимости.
Улица является местом сбора множества людей для отдыха, где проходит большинство различных мероприятий и событий На ней расположены ряд торговых центров, магазинов, и ресторанов. Из культурных достопримечательностей на ней находятся Аллея классиков, Центральный парк, летняя эстрада и множество других различных памятников архитектуры. Среди административных и культурных зданий здесь располагаются Городская Мэрия, Дом Культуры, Национальный театр имени Василе Александри, Музей, Многофункциональный центр, Здание кинотеатра, Дворец бракосочетаний, Центральная библиотека. Общая длина улицы — 1,2 км.

## Памятники истории и архитектуры
- Собор Св. Николая (1795)
- Церковь Рождества Богородицы (1884)
- Церковь Св. Григория, Просветителя Армении (1916)
- Церковь Св. Апостолов Петра и Павла (1929)
- Церковь Св. Архангелов Михаила и Гавриила (1933)
- Церковь Св. Преподобной Параскевы (1934)
- Здание Бельцкого епархиального управления (1934)
- Здание Днестровского института экономики и права (1934)
- Собор Св. Равноапостольных Константина и Елены (1935)
- Аллея воинам, павшим в 1941—1944 гг. (1944)
- Мемориальный комплекс советским воинам (1950-е)
- Памятник освободителям города «Танк» (1970)
- Памятник Н. Островскому (1970-е)
- Памятник Алеку Руссо (1971)
- Памятник «Гостеприимство» («Тёща») (начало 1960-х)
- Памятник Владимиру Ленину (1980)
- Памятник железнодорожникам «Паровоз» (1980-е)
- Памятник молодогвардейцу Борису Главану (1981) m. Архивировано из оригинала 1 мая 2010 года.
- Памятник Михаю Эминеску (1990)
- Скульптурная композиция «Театр» на фасаде Национального Театра им. Василе Александри (1990)
- Памятник жертвам фашистского геноцида (1998)
- Памятник воинам, павшим в Афганистане (1999)
- Памятник Тарасу Шевченко (2001)
- Памятник жертвам Чернобыля (2003)
- Памятник Стефану Великому (2004)
- Аллея классиков (2010)
- Памятник Владимиру Высоцкому (2013)
- В 2023 году молдавский скульптор Вячеслав Жиглицкий установил Бюст румынского короля Фердинанда I[44]

## Образование
Высшее образование
- Бельцкий государственный университет им. Алеку Руссо
- Бельцкий филиал Балтийского института экономики, политики и права
- Бельцкий учебный центр молдавского филиала Современного гуманитарного института (академии)

Среднее специальное образование
- Педагогический колледж им. И. Крянгэ
- Политехнический колледж
- Медицинский колледж
- Музыкально-педагогический колледж
- Технический колледж ж/д транспорта
- Колледж лёгкой промышленности
- Бельцкая художественная школа
- Профессиональные училища — 5
- Образцовый Центр по оказанию услуг и переработке пищевых продуктов

Полное среднее образование
- 14 теоретических лицеев

Гимназическое образование
- 9 гимназий

Начальное образование
- 2 начальные школы

Специальные учреждения
- 3

Внешкольные учреждения
- 4

В городе также действуют 36 детских дошкольных учреждений.
- Список учебных учреждений Бельц на сайте Мэрии.

## СМИ
Городские СМИ
- «СП» — независимый информационно-аналитический новостной портал
- «Маклер» — рекламный интернет портал
- «BTV» — Бельцкое Телевидение

### Радио
Список радиостанций FM-диапазона в Бельцах по состоянию на 04 февраля 2015 года.

- 90,50 — «Муз FM (Молдова)»
- 91.00 — «Маэстро FM»
- 92,00 — «National FM (Moldova)»
- 99,40 — «Radio Moldova Tineret»
- 100,7 — «Маленький Самаритянин»
- 101,5 — «Радио 7 на семи холмах»
- 102,1 — «Радио АЛЛА»
- 102,9 — «Radio Plai»
- 103,5 — «Взрослое радио ШАНСОН»
- 103,9 — «Fresh FM»
- 104,9 — «Radio Moldova»
- 105,6 — «Мегаполис Fm»
- 106,2 — «Новое радио»
- 107,2 — «NOROC»
- 107,6 — «Хит FM»

### Телевидение
В Бельцах работают несколько операторов IPTV телевидения:
- Moldtelecom
- Orange Moldova
- Starnet

### Интернет
Услуги интернета в Бельцах предоставляют следующие компании:
- Фиксированный интернет
  - Moldtelecom по технологиям FTTB
  - Starnet по технологиям FTTB
  - Orange Moldova по технологиям FTTB
- Беспроводной интернет
  - Orange Moldova по технологиям LTE
  - Moldcell по технологии LTE
  - Moldtelecom по технологии LTE

### Телефонная связь
Фиксированная связь
- АО «MOLDTELECOM»
- S.A. «Orange Moldova»
- SRL «Starnet»

Мобильная связь предоставлена следующими операторами:
- Orange (стандарты GSM, UMTS, LTE)
- Moldcell (стандарты GSM, UMTS, LTE)
- Moldtelecom (стандарты UMTS,LTE)

## Международные отношения

### Города-побратимы
- Стрый (Украина), с 1980[46]
- Смолян (Болгария), с 1985
- Лариса (Греция), с 1986
- Меркуря-Чук (Румыния), с 1993
- Дьюла (Венгрия), с 1995
- Орша (Беларусь), с 1996
- Измир (Турция), с 1997[47]

- Хмельницкий (Украина), с 1997
- Лейкленд (США), с 1997
- Кэсон (Северная Корея), с 1997
- Сучава (Румыния), с 2001[48]
- Витебск (Белоруссия), с 2002
- Милиес[англ.] (Греция), с 2006
- / Тирасполь с 2013[49]
- Белосток (Польша), с 2013
- Даугавпилс (Латвия), с 10 октября 2015[50]
- Нижний Новгород (Россия), с 12 июня 2016
- Ботошаны (Румыния), с 31 июля 2017[51]
- Яссы (Румыния), с 15 января 2023[52]
- Решица (Румыния), с 11 апреля 2024[53]

### Консульства
- Консульство Австрии[54]
- Консульство Румынии
- Консульство Украины

## Факты
- Песня Александра Ольшанецкого на стихи Якова Якобса «Майн штетеле Бэлц» («Мой городок Бельцы» (идиш)), написанная специально для Изы Кремер, — одна из самых популярных песен на идише[55].
- Молдавский медик-ветеринар Н. Глуховский основал в городе ветеринарную станцию, действующую до настоящего времени.
- В июле 1941 года Рейнхард Гейдрих, глава Главного управления имперской безопасности, выполнил несколько полётов из аэропорта Бельцы-Город в своём частном модифицированном Мессершмитте Bf.109 для проведения воздушных боёв. Гейдрих был сбит советской противовоздушной обороной над Украиной и ему едва удалось избежать плена.
- В 1980-е годы городские власти делегировали в Верховный Совет Советского Союза Маршала Ахромеева. Он был одним из близких союзников путчистов 1991 года, которые пытались отстранить от власти Горбачёва.

## Галерея
- Центральная площадь
- Городская мэрия
- Храм Святого Георгия
- Собор святых Константина и Елены
- Памятник воинам-освободителям
- Памятник Стефану III Великому

### Официальные
- Официальный сайт примэрии муниципия.

### Информационные
- СП - Бельцкий независимый портал.— новостной портал Бельц.
- Baltionline.md — информационный портал, новости города Бельц (Владелец — Сергей Киселёв).
- Autogarabalti.md — Бельцы Автовокзал главная информация.
- Beltsy.md. — неофициальный сайт города.
- Beltsy.info. — Бизнес путеводитель города Бельцы.
- TVBalti.md. — интернет телевидение города.
- Beltsy-Online.
- Бельцы Сити. Архивировано 4 февраля 2012 года.
- Pagina Oraşului Bălţi (рум.). Архивировано 25 августа 2011 года.
- Список переименованных улиц и площадей Бельц.
- Индекс качества воздуха AQI в Бельцах.
- Список радиостанций и телевизионных каналов Бельц. Архивировано 4 февраля 2012 года.
- Бэлць // Российская еврейская энциклопедия / Главный редактор Г. Г. Брановер. — Москва: Российская академия естественных наук, Российско-израильский знциклопедический центр «ЭПОС».
- Майн штетелэ Бэлц. Архивировано 25 августа 2011 года.
- facebook страница Бельцы. Facebook.

### Карты и фотоматериалы
- Онлайн карта города Бельцы. Архивировано 20 августа 2012 года.
- Интерактивная карта города Бельцы. Архивировано 25 августа 2011 года.
- Фотографии города Бельцы. Архивировано 30 мая 2012 года.